# Махмудчала
Махмудчала (азерб. Mahmudçala) — заболоченное озеро в Азербайджане, в южной части Муганской равнины. Расположено на территории Билясуварского и Джалильабадского районов.
На данной территории обитают различные животные и водно-болотные птицы, в том числе занесённые в Красную книгу Азербайджана султанка, каравайка и колпица. Для охраны перелётных птиц здесь организовано охотничье хозяйство Махмудчала.

## История
Озеро Махмудчала возникло в 1896 году в результате затопления данной местности разлившейся рекой Аракс. Одновременно с Махмудчалой были также образованы небольшие озёра Агчала и Джавадчала. После стабилизации уровня Аракса Махмудчала заполнялась водой реки Болгарчай и оросительных каналов Мугани.
В настоящее время озеро превратилось в болото, которое состоит из двух частей: Махмудчала и Агчала. После создания в 1965 году Болгарчайского водохранилища Махмудчала питается только излишками воды оросительных каналов.

## Этимология
Озеро носит название местности, в которой оно образовалось. Это название состоит из двух компонентов: «Mahmud» (от названия находившегося здесь поселения Махмудабад) и «çala» (дословно «яма»).